# معیار (فیلم ۱۹۷۴)
معیار (به هندی: Kasauti) فیلمی محصول سال ۱۹۷۴ و به کارگردانی آراویند سن است. در این فیلم بازیگرانی همچون آمیتاب باچان، هما مالینی، پران، مراد، آبی باتاچاریا ایفای نقش کرده‌اند.